# (266) Алина
(266) Алина (нем. Aline) — астероид главного пояса, открытый 17 мая 1887 года австрийским астрономом Иоганном Пализой в Венской обсерватории. Предположительно относится к семейству Гефьён.
Принято считать, что астероиды под номерами 265 и 266 названы, соответственно, в честь невестки и дочери (Линды фон Шустер) австрийского астронома, профессора Эдмунда Вайсса, директора Венской обсерватории. В приложении к астрономическому альманаху 1888 года Э. Вайсс ограничился лишь краткой записью, что малые планеты «получили имена Анна и Алина, которые не нуждаются в дальнейших комментариях».

Орбита астероида Алина и его положение в Солнечной системе
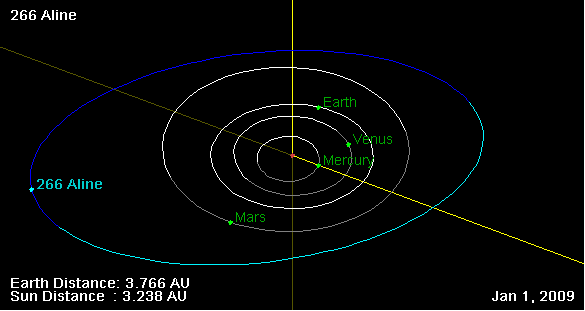
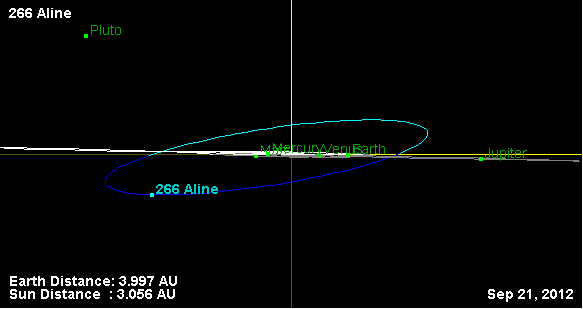

Период вращения Алины был определён в ходе фотометрических исследований девяти астероидов, проводимых в период с 1991 по 1997 год и составил приблизительно 12,3 часа.